# Meteorina magnifica
Meteorina magnifica is een eenoogkreeftjessoort uit de familie van de Idyanthidae. De wetenschappelijke naam van de soort is voor het eerst geldig gepubliceerd in 2004 door George.